# Megasporoporia setulosa
Megasporoporia setulosa är en svampart som först beskrevs av Henn., och fick sitt nu gällande namn av Rajchenb. 1982. Megasporoporia setulosa ingår i släktet Megasporoporia och familjen Polyporaceae.   Inga underarter finns listade i Catalogue of Life.